# Форт Грег-Адамс
Форт Грегг-Адамс (енгл. Fort Gregg-Adams) насељено је место без административног статуса у америчкој савезној држави Вирџинија.

## Демографија
По попису из 2010. године број становника је 3.393, што је 3.876 (-53,3%) становника мање него 2000. године.
| Група             | 2000.         | 2010.         |
| Белци             | 2.669 (36,7%) | 1.167 (34,4%) |
| Афроамериканци    | 3.420 (47,0%) | 1.425 (42,0%) |
| Азијати           | 170 (2,3%)    | 65 (1,9%)     |
| Хиспаноамериканци | 830 (11,4%)   | 564 (16,6%)   |
| Укупно            | 7.269         | 3.393         |